# Ketonska tijela
Ketonska tijela je naziv za tri vodotopljiva spoja koja nastaju kao nusprodukti korištenja masnih kiselina za proizvodnju energije u jetri i bubregu. Ketonska tijela se koriste kao izvor energije u srcu i mozgu, i vitalni su izvor energije za mozak tijekom gladovanja.
Ketonska tijela su aceton, acetoctena kiselina, i beta-hidroksimaslačna kiselina. 
Ketonska tijela se prenose iz jetre do ostalih tkiva gdje se acetoacetat i hidroksibutirat rekonvertiraju u acetil-CoA (acetil-koenzim A), koji zatim ulazi u Krebsov ciklus. Srce koristi malu količinu ketonskih tijela za energiju, a najviše za dobivanje energije koristi masne kiseline. Mozak koristi ketonska tijela za dobivanje energije kada nema dovoljno glukoze na raspolaganju (npr. tijekom gladovanja), jer ne može koristiti masne kiseline koje prenosi krv.
Ketonska tijela nastaju iz acetil-CoA, procesom koji se naziva ketogeneza, a odvija se u mitohondrijskom matriksu hepatocita kada su razine ugljikohidrata male, pa se energija dobiva iz masnih kiselina. Aceton nastaje spontanom dekarboksilacijom iz acetoacetata, ne može se rekovertirati u acetil-CoA, izlučuje se iz tijela urinom i izdisanjem.
Stanje povišene vrijednosti ketonskih tijela u krvi naziva se ketoza, a povišena vrijednost ketonskih tijela u urinu naziva se ketonurija. Acetoacetat i beta-hidroksibutirat su kisele tvari te utječu na sniženje pH krvi, pa povišenje njihove koncentracije u krvi može uzrokovati ketoacidozu. 